# Битка при Молдън
Битката при Молдън се състои на 10 август 991 г. близо до Молдън на р. Блакуотър, Есекс, Англия по време на царуването на крал Етелред II Неподготвения.
Англосаксите, водени от Биртнот и неговите танове, се бият срещу нашествието на викингите, като битката завършва с поражение за англосаксоите. След битката крал Етелеред е посъветван от епископ Сигерик Кентърбърийски и управителите на югозападните провинции да плати откуп на викингите, вместо да продължава въоръжената съпротива. Резултатът е първото плащане на данегелд („датски данък“) от Англия в размер на 10 000 римски фунта (3,3 т) сребро.
В ръкопис на Англосаксонската хроника се казва, че викингският флот е воден от норвежеца Олаф Тригвасон. Оценява се, че викингите са наброявали между 2000 и 4000 воини. Източникът от 12 век Liber Eliensis от монаха Ели твърди, че Биртнот е разполагал само с неколцина мъже под свое командване: „той нито се опасява от малкия брой на неговите мъже, нито е уплашен от множеството на враговете“. Не всички източници посочват такава разлика в числеността. Описание на битката, украсено с много речи на воините и с други подробности, се съдържа в англосаксонската поема, известна като Битката при Молдън.
Съвременна бродерия, създадена за празнуването на 1000-та годишнина от битката през 1991 г., отчасти обрисуваща битката, може да се види в Маелдунския център в Молдън.